# شهرستان افک
شهرستان افک (به عربی: قضاء عفك) یک شهرستان‌های عراق در عراق است که در استان مثنی واقع شده‌است.
 شهرستان افک  ۱۶۵,۰۰۰ نفر جمعیت دارد.